# The Inexhaustible Cab
The Inexhaustible Cab er en britisk stumfilm fra 1899 af George Albert Smith.